# 乔茜·玛兰
约翰娜·塞尔霍斯特·“乔茜”·玛兰（英語：Johanna Selhorst "Josie" Maran，1978年5月8日—）是一位美国模特、演员和企业家。

## 早年
乔茜·玛兰（Josie Maran）1978年5月8日出生于美国加利福尼亚州门洛帕克。 她的父亲是从事绿色家园建设工作的俄罗斯裔犹太人。她的母亲罗伯塔是一位艺术家、室内装饰师，患有慢性疲劳综合症。母亲的身体状况激励她一家人更加健康地生活。她在旧金山湾区长大。
乔茜就读于加利福尼亚州帕洛阿尔托的卡斯蒂利亚学校 (Castilleja School) 

## 模特和演艺事业
当玛兰还在读高中时就受一位女士邀请进行模特表演。在旧金山，一位星探动员她从事职业模特工作。1990年，乔茜接受了一次阑尾切除术，留下了明显的疤痕，此疤痕通常在照片中会被剪掉。
17岁时，乔茜与洛杉矶精英模特经纪公司签约，1998年首次登上《Glamour》杂志封面。她当时是作为盖尔斯女郎出现在1998年夏季和1998年秋季的活动中。她之后参与制作了超过25个商业广告和广告的简历，其中包括在后街男孩热门歌曲《Everybody (Backstreet's Back) 》的音乐录影带中扮演Howie D的同伴，其中她被德古拉伯爵咬伤了脖子。之后乔茜横穿美国搬到了纽约市，加入了Elite乐队。1999年，她与美宝莲签订了一份多年合约。从2000年到2002年，乔茜连续三年出现在年度《体育画报》泳装特刊上。
乔茜对音乐的兴趣使她在与妮可·里奇 (Nicole Richie)合作的Darling乐队和在Hollywood 2000乐队中两个乐队中唱歌和拉小提琴。
2001年，乔茜出演了在独立电影《马洛里效应》中饰演主角马洛里。随后，乔茜于2002年在《Swatters》中饰演苏珊。 2004年，她出演了三部电影：在《小黑书》中饰演法国模特，在《范海辛》中饰演德古拉的新娘之一玛丽什卡，以及在《飞行家》中饰演一名香烟女孩。 2005年，乔茜与温特沃斯·米勒一起出演了短片《忏悔》，并于 2006年在《坟墓舞者》中饰演基拉·海登。
乔茜亮相在2005年11月发行的街头赛车游戏《极品飞车：最高通缉》中，扮演蜜雅·汤森（Mia Townsend），她在游戏中引导玩家的角色。这也让她得到了很高的知名度。
乔茜参加了2007年的《与星共舞》赛季，但她和舞伴Alec Mazo是第一对被淘汰的一对。 

## 乔茜·玛兰化妆品公司
2007年6月，乔茜推出了自己的天然化妆品产品，名为乔茜·玛兰化妆品公司。公司的座右铭是“有良心的奢华”，护肤品和化妆品的主要成分是的摩洛哥坚果油，由摩洛哥妇女合作社耕种。
除了商业活动之外，她还致力于保护和改善自然和环境。

## 个人生活
乔茜和她的前伴侣、伊朗裔美国摄影师Ali Alborzi有两个女儿：Rumi Joon（2006年出生）和Indi Joon（2012年出生）。乔茜于2018年8月26日与大卫·贝尔结婚。

## 电影列表

### 电影
| 年     | 标题       | 类型 | 角色        | 备注   |
| ------ | ---------- | ---- | ----------- | ------ |
| 2002年 | 马洛里效应 | 电影 | 马洛里      | [ 22 ] |
| 2002年 | 拍子       | 电影 | 苏珊        |        |
| 2004年 | 范海辛     | 电影 | 马里什卡    | [ 22 ] |
| 2004年 | 小黑书     | 电影 | 露露·弗里茨 | [ 22 ] |
| 2004年 | 飞行员     | 电影 | 塞尔玛      |        |
| 2005年 | 忏悔       | 电影 | 妻子        |        |
| 2006年 | 坟墓舞者   | 电影 | 基拉·海登   |        |

### 电视
| 年     | 标题                     | 类型       | 角色     | 备注                                 |
| ------ | ------------------------ | ---------- | -------- | ------------------------------------ |
| 2002年 | 克雷格·基尔伯恩的深夜秀  | 电视连续剧 | 自己     |                                      |
| 2003年 | 吉米·坎摩尔现场直播！    | 电视连续剧 | 自己     |                                      |
| 2004年 | 吉米·坎摩尔现场直播！    | 电视连续剧 | 自己     |                                      |
| 2004年 | 克雷格·基尔伯恩的深夜秀  | 电视连续剧 | 自己     |                                      |
| 2004年 | 柯南·奥布莱恩深夜秀      | 电视连续剧 | 自己     |                                      |
| 2005年 | 范海辛：尖叫声背后       | 电视       |          |                                      |
| 2005年 | 吉米·坎摩尔现场直播！    | 电视连续剧 | 自己     |                                      |
| 2007年 | 吉米·坎摩尔现场直播！    | 电视连续剧 | 自己     |                                      |
| 2007年 | 与星共舞                 | 电视连续剧 | 自己     | 第一周就被淘汰                       |
| 2009年 | 美国超模新秀大赛第 13 期 | 电视连续剧 | 客座评委 | 剧集“与我共舞”（2009 年 10 月 7 日） |

### 音乐视频、广播和视频游戏
| 年     | 标题                                | 类型     | 角色      | 笔记                        |
| ------ | ----------------------------------- | -------- | --------- | --------------------------- |
| 1997年 | 后街男孩的“Everybody（后街回来了）” | 音乐视频 | 米娜·哈克 | [ 23 ] [ 24 ]               |
| 2000年 | 霍华德·斯特恩秀                     | 收音机   | 自己      | （2000 年 12 月第 13 集）。 |
| 2004年 | 杜鲁门的《晨光》                    | 音乐视频 |           |                             |
| 2005年 | 极品飞车：最高通缉                  | 电子游戏 | 蜜雅·汤森 | [ 25 ]                      |